# Ji-Paraná Futebol Clube
Il Ji-Paraná Futebol Clube, noto anche semplicemente come Ji-Paraná, è una società calcistica brasiliana con sede nella città di Ji-Paraná, nello stato della Rondônia.

## Storia
Il 22 aprile 1991 è stato fondato il Ji-Paraná Futebol Clube.
Il 18 agosto 1991, il club ha giocato la sua prima partita ufficiale, contro l'Operário. La partita era valida per il Campionato Rondoniense e fu giocata nella città di Pimenta Bueno, e finì con un pareggio di 1-1.
Il 18 settembre 1991, il club ha vinto la sua prima partita ufficiale. Il club ha battuto il Colorado 3-1, la partita fu giocata nella città di Cerejeiras.
Il 15 dicembre 1991, il Ji-Paraná ha vinto il suo primo titolo, il Campionato Rondoniense. Il club ha battuto il Ferroviário in finale. Capocannoniere del campionato è stato Itamar, giocatore del Ji-Paraná.
Nel 1992, il club ha partecipato per la prima volta al Campeonato Brasileiro Série C. Il Ji-Paraná fu eliminato alla prima fase, arrivando all'ultimo posto nel proprio gruppo. Il club ha anche partecipato per la prima volta alla Coppa del Brasile nello stesso anno, dove è stato eliminato ai sedicesimi di finale dal Grêmio.
Nel 1995, il Ji-Paraná ha partecipato di nuovo al Campeonato Brasileiro Série C. Il club è stato eliminato ai quarti di finale dall'Atlético Goianiense.
Nel 1996, il Ji-Paraná ha raggiunto la terza fase del Campeonato Brasileiro Série C. Il club è stato eliminato dal Nacional-AM.
Nel 1997, il club ha raggiunto la quarta fase del Campeonato Brasileiro Série C. Il club è stato eliminato dalla Juventus-SP.
Nel 1999, 2002, 2004 e 2005, il Ji-Paraná ha partecipato al Campeonato Brasileiro Série C. In tutte queste edizioni è stato eliminato alla prima fase.
Nel 2000, il club ha raggiunto il secondo turno della Coppa del Brasile. Il club fece la miglior prestazione di sempre. Il Ji-Paraná fu eliminato dal Bahia nello stesso anno.

## Palmarès

### Competizioni statali
- Campionato Rondoniense: 9

1991, 1992, 1995, 1996, 1997, 1998, 1999, 2001, 2012
- Campeonato Rondoniense Segunda Divisão: 1

2011

### Altri piazzamenti
- Copa Norte:

Semifinalista: 2002